# جويلهيرمي أوليفيرا سانتوس
جويلهيرمي أوليفيرا سانتوس (بالبرتغالية: Guilherme Oliveira Santos‏) (مواليد 9 فبراير 1989 في جيكوي - البرازيل) لاعب كرة قدم برازيلي يلعب حاليا لصالح نادي الدرجة الأولى ألمرية الإسباني منذ 2008 في مركز الظهير الأيسر .

## روابط خارجية
- جويلهيرمي أوليفيرا سانتوس على موقع رابطة كرة القدم اليابانية للمحترفين (اليابانية)
- جويلهيرمي أوليفيرا سانتوس على موقع قاعدة بيانات كرة القدم.إي يو (الإنجليزية)
- جويلهيرمي أوليفيرا سانتوس على موقع Soccerway.com (الإنجليزية)
- جويلهيرمي أوليفيرا سانتوس على موقع عالم كرة القدم.نت (الإنجليزية)